# Yukio Endō
Pour les articles homonymes, voir Endo.
Yukio Endō (遠藤 幸雄, Endō Yukio), né le 18 janvier 1937 à Akita, mort le 25 mars 2009 à Tokyo, est un gymnaste japonais, champion du monde et champion olympique. Il a notamment gagné trois médailles d'or aux Jeux olympiques d'été de 1964.

## Palmarès

### Jeux olympiques
- Rome 1960
  -  médaille d'or au concours par équipes

- Tokyo 1964
  -  médaille d'or au concours général individuel
  -  médaille d'or au concours par équipes
  -  médaille d'or aux barres parallèles
  -  médaille d'argent au sol

- Mexico 1968
  -  médaille d'or au concours par équipes
  -  médaille d'argent au saut de cheval

### Championnats du monde
- Prague 1962
  -  médaille d'or au concours par équipes
  -  médaille d'argent au concours général individuel
  -  médaille d'or au sol
  -  médaille d'argent aux anneaux
  -  médaille de bronze au saut de cheval
  -  médaille de bronze au barres parallèles
  -  médaille d'argent à la barre fixe

- Dortmund 1966
  -  médaille d'or au concours par équipe.
  -  médaille d'argent au sol.
  -  médaille d'argent à la barre fixe.